# Újfalu (Dunaszerdahely)
Újfalu (vagy Szerdahely-Újfalu, szlovákul: Nová Ves) Dunaszerdahely településrésze.

## Története
A település már a bronzkorban lakott. Határos volt Szerdahellyel (ezért is találkozunk a forrásokban sokszor Szerdahely-Újfalu néven a településsel), illetve Pókafölddel vagy Pókatelekkel.
Vályi András szerint "[PÓKATELEK, és] Szerdahely Újfalu. Magyar helység Pozsony Vármegyében, földes Ura Pókateleki Konde Uraság. Egész 1300-zadik esztendő ólta öszve van kaptsolva Szerdahely Városával, mellytől tsak egygy útsza választya-el. (...) Határja, ’s vagyonnyai is Szerdahely Városáéhoz hasonlítók."
Később Pókatelek birtokrész Újfaluba olvadt. Újfalunak valójában két részét ismerjük: Félszer-Újfalut, illetve Kétszer-Újfalut. A két településrészt (lényegében utcarészt) az különböztette meg egymástól, hogy egyikben az utca egyik oldalán álltak a házak, míg másikban mindkét oldalon. A településrészek könnyen azonosítható mai helyszínei a Bacsák utca (a korábbi Félszer-Újfalu), illetve a Kondé püspök utca (Kétszer-Újfalu).
Korábbi vélekedés szerint a 16. században a törökök elől menekülő szlávokat telepítettek ide, s nevét ekkor Tóthújfalvára változtatták, ám ezt Novák Veronika (a vágsellyei Állami Levéltár igazgatója) kutatásai megcáfolták.
Már az 1300-as évek óta szorosan Szerdahelyhez tartozott, ám egészen 1854-ig különálló településként működött. Ekkor egyesítették Szerdahelyt, Újfalut, Nemesszeget és Előtejedet - Duna-Szerdahely néven. Még ekkor is saját hadnagy (bíró) állt a településrész élén.
1780-ban határában létesítették az új szerdahelyi temetőt, amelyet 1951-ben lerombolt a kommunista hatalom. Nemesi családjai, birtokosai többek között a Pókateleki Kondé, a Padányi Biró, a benefai Bacsák, illetve az erdődi Pálffy család voltak.
Ma a Sport utca és a Kondé püspök utca közötti utcák találhatóak itt.
- Itt (Félszer-Újfaluban, illetve Pókatelkén) született a Kondé család több tagja
- Itt (Félszer-Újfaluban) született Pókateleki Kondé Miklós nagyváradi püspök[5]